# 1999 BK8
1999 BK8 är en asteroid i huvudbältet som upptäcktes den 20 januari 1999 av de båda japanska astronomerna Takeshi Urata och Yoshisada Shimizu vid Nachi-Katsuura-observatoriet.
Asteroiden har en diameter på ungefär 4 kilometer.